# Tephrinops
Tephrinops là một chi bướm đêm thuộc họ Erebidae.